# 田中敏弘 (経済学者)
田中 敏弘（たなか としひろ、1929年5月20日 - 2020年3月12日）は、日本の思想史家。関西学院大学名誉教授。元長崎県立大学学長。元経済学史学会代表幹事。

## 来歴
兵庫県神戸市生まれ。1953年大阪商科大学（現大阪市立大学）卒業。同年関西学院大学助手に着任。1959年から1961年までシラキュース大学大学院、コロンビア大学大学院に留学し、シラキュース大学修士（MA）の学位を取得。1974年から1年間グラスゴー大学客員研究所、ケンブリッジ大学客員研究員。1988年コロンビア大学客員研究員。1990年吉林大学交換教授。1991年かから1993年まで経済学史学会代表幹事。1995年から2000年までアメリカ経済思想史研究会代表幹事。1997年から2000年まで日本学術会議第3部会員。2000年経済学史学会名誉会員。大学では、関西学院大学教授、関西学院大学経済学部長、関西学院大学大学院経済学研究科委員長、関西学院大学図書館長などを歴任した。1998年関西学院大学定年退職、関西学院大学名誉教授。2002年長崎県立大学学長。
2008年、瑞宝中綬章を受章。2020年3月12日、急性呼吸不全のため死去。

## 著書
- 『マンデヴィルの社会・経済思想 : イギリス一八世紀初期社会・経済思想』有斐閣 1966年
- 『社会科学者としてのヒューム : その経済思想を中心として』未来社 1971年
- 『経済学へのアプローチ』玄文社 1981年
- 『イギリス経済思想史研究 : マンデヴィル・ヒューム・スミスとイギリス重商主義』御茶の水書房 1984年
- 『アダム・スミスの周辺 : 経済思想史研究余滴』日本経済評論社 1985年
- 『岩の上に : 学問・思想・信仰』玄文社 1989年
- 『スコットランド啓蒙と経済学の形成』日本経済評論社 1989年
- 『古典経済学の生成と展開』日本経済評論社 1990年
- 『堀経夫博士とその経済学史研究』玄文社 1991年
- 『ヒュームとスコットランド啓蒙 : 18世紀イギリス経済思想史研究』晃洋書房 1992年
- 『いま経済学を学ぶ : 経済と人間』日本経済評論社 1992年
- 『アメリカ経済学史研究 : 新古典派と制度学派を中心に』晃洋書房 1993年
- 『テキストブック近代経済学史』（山下博と共編）有斐閣 1994年
- 『びんびんとひびいていこう : 阪神・淡路大震災被災いちねんを覚えて 詩集』田中ゼミナール同窓会事務局 1996年
- 『経済学史研究と私 : 学問・思想・キリスト教』関西学院大学出版会 1999年
- 『アメリカ人の経済思想 : その歴史的展開』日本経済評論社 1999年
- 『風に思う空の翼 : 風・光・力』関西学院大学出版会 2001年
- 『アメリカの経済思想 : 建国期から現代まで』名古屋大学出版会 2002年
- 『アメリカ新古典派経済学の成立 : J.B.クラーク研究』名古屋大学出版会 2006年